# Ossokino (Kaliningrad, Gurjewsk)
Ossokino (russisch Осокино, deutsch Blöcken) ist ein Ort in der russischen Oblast Kaliningrad. Er gehört zur kommunalen Selbstverwaltungseinheit Stadtkreis Gurjewsk im Rajon Gurjewsk.

## Geographische Lage
Ossokino liegt südwestlich der früheren Kreisstadt Polessk (Labiau) und östlich der jetzigen Rajonhauptstadt Gurjewsk (Neuhausen) an einer Stichstraße, die bei Prudy (Kadgienen) von der Kommunalstraße 27K-070 nach Norden abzweigt. Die nächste Bahnstation ist Bajewka (Kuikeim) an der Bahnstrecke Kaliningrad–Sowetsk (Königsberg–Tilsit).

## Geschichte
Der bis 1946 Blöcken genannte Ort geht auf die Gründungszeit um 1396 zurück.
Zwischen 1874 und 1945 war Blöcken in den Amtsbezirk Wanghusen (heute russisch: Gribojedowo) eingegliedert und gehörte somit zum Landkreis Labiau im Regierungsbezirk Königsberg der preußischen Provinz Ostpreußen.
Infolge des Zweiten Weltkrieges kam Blöcken aufgrund seiner Lage im nördlichen Ostpreußen zur Sowjetunion. Im Jahr 1947 erhielt der Ort die russische Bezeichnung Ossokino und wurde gleichzeitig dem Dorfsowjet Dobrinski selski Sowet im Rajon Gurjewsk zugeordnet. Von 2008 bis 2013 gehörte Ossokino zur Landgemeinde Dobrinskoje selskoje posselenije und seither zum Stadtkreis Gurjewsk.

### Einwohnerentwicklung
| Jahr | Einwohner |
| ---- | --------- |
| 1910 | 201       |
| 1933 | 186       |
| 1939 | 160       |
| 2002 | 82        |
| 2010 | 91        |

## Kirche
In Blöcken lebte vor 1945 eine überwiegend evangelische Bevölkerung. Sie war in das Kirchspiel Kaymen (1938–1946 Kaimen, heute russisch: Saretschje) eingepfarrt und gehörte zum Kirchenkreis Labiau (russisch: Polessk) in der Kirchenprovinz Ostpreußen der Kirche der Altpreußischen Union. Heute liegt Ossokino im Einzugsbereich der in den 1990er Jahren neu entstandenen evangelisch-lutherischen Gemeinde in Polessk (Labiau). Sie ist eine Filialgemeinde der Auferstehungskirche in Kaliningrad (Königsberg) innerhalb der Propstei Kaliningrad der Evangelisch-lutherischen Kirche Europäisches Russland (ELKER).

## Persönlichkeiten
- Ernst Mecklenburg (* 3. Juni 1927), ehemaliger Vorsitzender der DBD, geboren in Blöcken